# Ferdi Neita Sports Complex
Ferdi Neita Sports Complex – stadion piłkarski znajdujący się w mieście Portmore na Jamajce. Posiada nawierzchnię trawiastą. Może pomieścić 2000 osób. Swoje mecze rozgrywa na nim klub Portmore United.